# Thieme Gruppe

Logo von Thieme

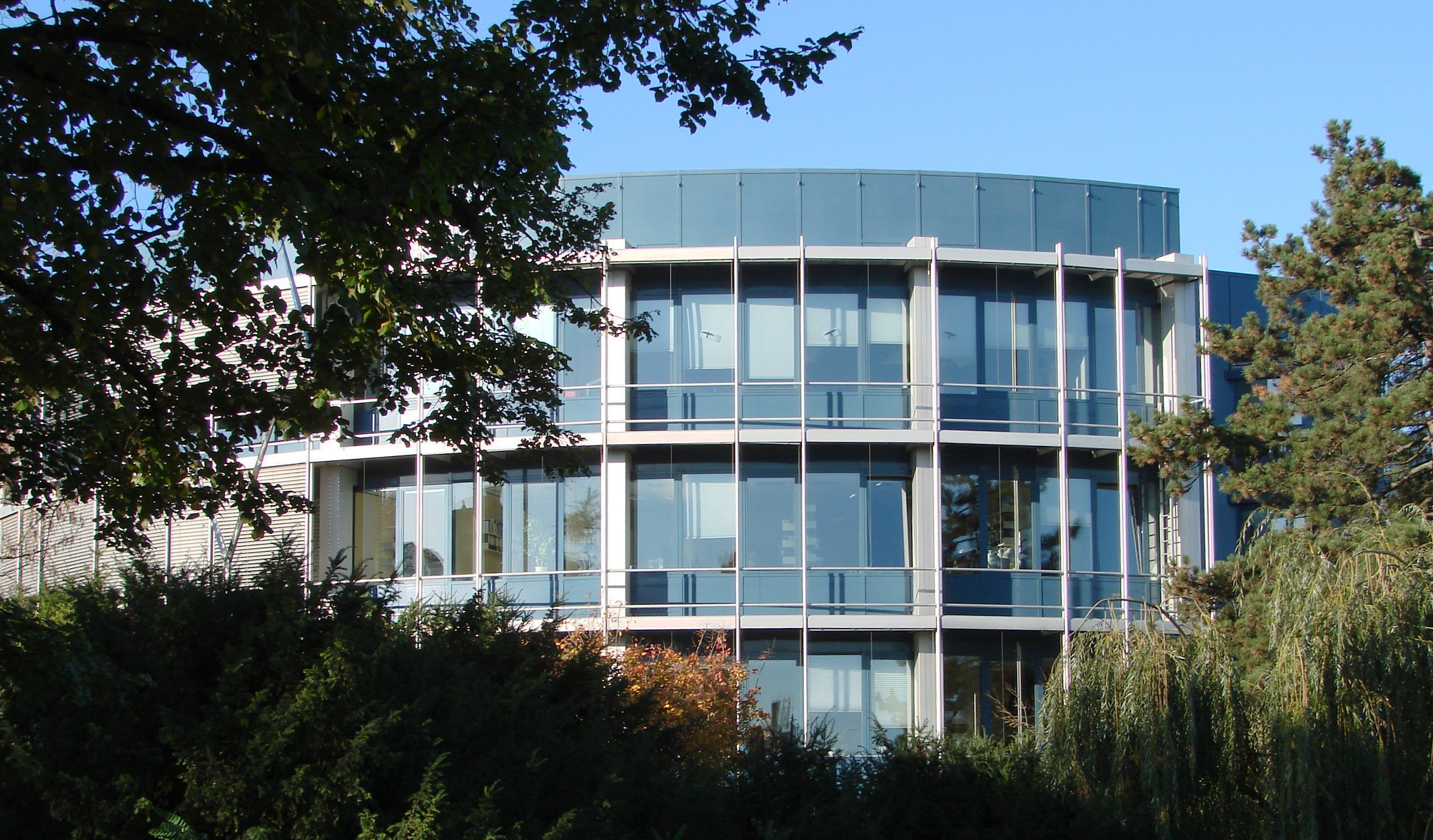
Thieme-Verlagshaus in Stuttgart

Die Thieme Gruppe, ehemals Thieme Verlagsgruppe, ist ein Verbund aus Wissenschaftsverlagen, Medien- und Dienstleistungsunternehmen. Das Mutterunternehmen des Konzerns ist die Georg Thieme Verlag KG mit Sitz in Stuttgart (und New York). Die Thieme Gruppe beschäftigte im Geschäftsjahr 2017 durchschnittlich 1016 Mitarbeiter und erwirtschaftete Umsatzerlöse in Höhe von 161,96 Millionen Euro.

## Produktprogramm
Thieme bietet digitale und analoge Angebote in Medizin und Chemie und unterstützt damit die Informationsprozesse in der Wissenschaft, in Ausbildung und Patientenversorgung. Die Gruppe bietet ein lieferbares Buchprogramm von 4400 Titeln und produziert jährlich etwa 450 Neuerscheinungen und Neuauflagen. Über 1000 Bücher sind auch als E-Book erhältlich. Thieme publiziert etwa 200 Fachzeitschriften für nahezu jedes medizinische Fach. Thieme entwickelt außerdem digitale Prozess- und Wissenslösungen, die auf Thieme Connect, der Online-Plattform für elektronische Produkte, gebündelt werden. Es gibt Angebote zur Aus-, Fort- und Weiterbildung wie via medici, CNE – Certified Nursing Education oder WDoku oder Angebote zur elektronischen Patientenaufklärung, Pflegedokumentation, das Römpp Lexikon Chemie oder einem professionellen Entlassmanagement. Hinzu kommen Versorgungsprogramme für Krankenkassen, Unterstützung für Patienten, Beratung für Ärzte und Fachgesellschaften.

## Struktur

### Unternehmensleitung
Persönlich haftender Gesellschafter ist Albrecht Hauff. Weitere Mitglieder der Geschäftsführung sind Katrin Siems, Martin Spencker und Elmar Weber.

### Gliederung
Die Thieme Gruppe besteht aus folgenden aktiven Unternehmen:
- Georg Thieme Verlag KG
- Thieme International in New York, Stuttgart, Delhi, Rio de Janeiro und Peking
- Thieme Chemistry
- TRIAS Verlag
- Haug Verlag
- Thieme Media
- Thieme TeleCare (früher: AnyCare GmbH)
- CRM Centrum für Reisemedizin, Düsseldorf
- Thieme Compliance (zuvor DIOmed und proCompliance), Erlangen
- RECOM
- Thieme DokuFORM

## Geschichte

### 1886–1918
1886 gründete Georg Thieme in Leipzig den gleichnamigen Verlag. Thieme bildete sich in Leipzig, London, Brüssel und Heidelberg zum Verlagsbuchhändler aus, bevor er im Alter von 25 Jahren eine Verlagsbuchhandlung gründete. Das Kapital dafür stammte aus dem elterlichen Vermögen.
Den Grundstock bildete der Erwerb des medizinischen Verlages Theodor Fischer in Kassel und Berlin mit 45 Buchtiteln und Verlagsrechten medizinischen Inhalts. Zum Programm gehörten die Internationale Monatsschrift für Anatomie und Physiologie und die noch heute existierenden Klinischen Monatsblätter für Augenheilkunde, die kurze Zeit später an den Ferdinand Enke Verlag verkauft wurden. Ferner gehörten zum Verlagsprogramm die Steinbach-Formulare, ein lukratives Formularsystem mit Kassenbuch für niedergelassene Ärzte. Den bedeutendsten Beitrag zu Umsatz und Ertrag leistete der seit 1879 erscheinende Reichs-Medicinal-Kalender mit einem medizinstatistischen Jahrbuch, mit einem Adressbuch aller Ärzte und für den Arzt relevanten Behörden, einer Sammlung neuester Gesetze und Verordnungen und einer Übersicht zu neuen Therapeutika. Zum Jahresbeginn 1887 erwarb der Verlag die Deutsche medicinische Wochenschrift (DMW).
Die Entscheidung, einen Verlag mit medizinischem Programm zu etablieren, scheint planvoll getroffen zu sein: In den 1880er Jahren boomte die Medizin im deutschen Reich. Von 1875 bis 1885 wuchs die Zahl der Medizinstudenten von rund 3.200 auf knapp 7.800. 1888 waren es bereits über 9.000. Entscheidende Wachstumsimpulse erhielt das Unternehmen im Jahr 1890. In jenem Jahr fand der 10. internationale medizinische Kongress mit mehreren tausend Teilnehmern in Berlin statt. Rechtzeitig zum Kongress wurden die beiden Neuerscheinungen Günther: Einführung in das Studium der Bacteriologie und Boas: Allgemeine Diagnostik und Therapie der Magenkrankheiten fertig. Die Sensation des Kongresses war jedoch der Plenumsvortrag von Robert Koch am 4. August mit der Andeutung, er sei einem Heilmittel für Tuberkulose auf der Spur. Am 13. November veröffentlichte er seine Entdeckung des Tuberkulin in der DMW. Im selben Jahr veröffentlichten auch Emil von Behring und Shibasaburo Kitasato ihre Arbeit über Diphtherie und Tetanus. Damit wurde die Zeitschrift für Jahre zum Forum der Bakteriologie. Binnen Jahresfrist verdoppelte sich die Abonnentenzahl.
1890 bis 1893 erschienen zwanzig neue Buchtitel. Bis auf einen erreichten sie alle in erweiterter Auflage die Jahrhundertwende. Im Wettbewerb gegen die anderen Verlage setzte sich Thieme durch, indem er seine Bücher mit zahlreichen Abbildungen ausstattete. Die innovative grafische Industrie in Leipzig bot dem Verlag technische Vorteile wie Mikrofotografie, Photogramme und Vierfarbdruck. Einige Bücher enthielten auch Farbdrucke auf beigelegten Bögen. Ferner war es gelungen, führende Persönlichkeiten der Inneren Medizin und der Bakteriologie als Autoren an den Verlag zu binden und junge Autoren mit aussichtsreichen Themen zu gewinnen. Der Verlag knüpfte enge Beziehungen zur Deutschen Gesellschaft für Innere Medizin (DGIM) und zu anderen medizinischen Fachgesellschaften.
In den 1890er Jahren setzte auch die Werbung für Medizinprodukte mittels Inseraten ein. Durch die Einnahmen aus diesem Geschäft konnte der Preis der DMW von der Gründung bis zum Jahr 1900 stabil bei 6 Mark pro Vierteljahr gehalten werden. Karl Kraus kritisierte 1900 in der Fackel Gefälligkeitsartikel in Fachzeitschriften, die vom Anzeigengeschäft abhängig seien. Er hob ausdrücklich hervor, dass „die drei wichtigsten deutschen Zeitschriften (Berliner klin. Wschr., DMW und Münchner med. Wschr.) von derartiger Praxis frei seien.“
Am 30. Januar 1896 erschien in der DMW ein Aufsatz von Moritz Jastrowitz über Wilhelm Conrad Röntgens Entdeckung der „X-Strahlen“, mit zwei Originalaufnahmen und einer enthusiastischen Beschreibung der berühmten Aufnahme der Hand von Röntgens Ehefrau. 22 Originalarbeiten über Röntgentherapie wurden 1896 in der DMW veröffentlicht. Der Neurologe Jastrowitz hatte am 6. Januar 1896 in Berlin einen Vortrag über die neuentdeckten Röntgenstrahlen gehalten.
Im Jahr 1900 hatte der Verlag 92 lieferbare Buchtitel im Programm sowie sechs Fachzeitschriften, darunter die DMW mit einer wöchentlichen Auflage von rund 10.000 Exemplaren. Im Vergleich zum Springer-Verlag oder zum Enke Verlag war das immer noch eine bescheidene Größe. Das fest angestellte Stammpersonal bestand aus drei Gehilfen. 1900 wurde der Verlag Boas und Hesse aus Berlin und 1902 der Verlag Ed. Besold aus Erlangen hinzugekauft. Der Zukauf von 1902 brachte unter anderem das Internationale Zentralblatt für die Physiologie und Pathologie der Harn- und Sexualorgane in das Verlagsprogramm; ein direkter Nachkomme dieser Zeitschrift ist die heutige Aktuelle Urologie. Ferner kam durch den Zukauf der Anatom August Rauber mit seinem zweibändigen Lehrbuch der Anatomie zum Thieme Verlag. Unter dem Kurznamen Rauber/Kopsch führte Friedrich Wilhelm Kopsch das Werk fort. Es wurde für Generationen von Studenten zum Standard-Lehrwerk der Anatomie.
Anfang des 20. Jahrhunderts hatte die deutsche Medizin Weltgeltung. Für den Verlag hatte dies die angenehme Auswirkung, dass man sich auf ausländische Übersetzungen bei den Büchern und einen beträchtlichen Anteil Auslands-Abonnements bei den Zeitschriften stützen konnte. Der Verlag diversifizierte sich nun in angrenzende Fachgebiete. 1907 legte der Verlag eine Reihe zahnmedizinischer Monografien auf, die bis 1934 Bestand hatte und zuletzt von Otto Walkhoff herausgegeben wurde. 1911 erschien das zweibändige Werk Die Methoden der organischen Chemie, das nach dem Kriege von Joseph Houben fortgeführt wurde, bis zum Ende des zwanzigsten Jahrhunderts zum 70-bändigen Lexikon Houben-Weyl wuchs und heute in der Datenbank Science of Synthesis fortgeführt wird. 1913 setzte der Verlag zu einem Expansionssprung an. Thieme stellte fünf weitere Mitarbeiter ein und zog in größere Räume um.
Der Erste Weltkrieg behinderte diese Expansion zunächst nicht. 1915 kam es sogar zu einem Aufschwung im Buchgeschäft. Allerdings kam es zu Engpässen in der Betriebsführung, weil Verlagsmitarbeiter zum Kriegsdienst einberufen wurden. Ab 1916 wurden die Rohstoffe knapp. Die Verlage erhielten 85 % des Papierbedarfs, den sie 1915 hatten. Bis März 1920 waren Bücher und Zeitschriften der Zwangsbewirtschaftung unterworfen. Bei Kriegsende waren von elf Zeitschriftentiteln des Verlages nur noch vier übrig.

### Die Jahre der Weimarer Republik
Georg Thiemes Gesundheit war bei Kriegsende angegriffen. Sein einziger Sohn befand sich in psychiatrischer Behandlung und kam als Nachfolger nicht in Betracht. Per Anzeige im Börsenblatt des deutschen Buchhandels bot er 1919 eine Beteiligung an. Der 35-jährige Bruno Hauff, der vor dem Krieg als Abteilungsvorstand im Teubner Verlag gearbeitet hatte, bewarb sich und trat mit einer Einlage, die er sich von seinem Schwiegervater geliehen hatte, am 1. September 1919 in den Verlag ein. Thieme übertrug Hauff schon nach kurzer Zeit die Geschäftsführung.
In den frühen 1920er Jahren war die Volkswirtschaft durch Inflation zerrüttet; bis einschließlich 1924 waren mit heimischer Produktion keine auskömmlichen Erträge zu erwirtschaften. Bruno Hauff sicherte den Fortbestand des Unternehmens, indem er das internationale Geschäft ausbaute und so für Devisen-Erlöse sorgte. Neuauflagen renommierter Lehrbücher und die Monografie-Reihe des DMW-Schriftleiters Julius Schwalbe erschienen in vier Sprachen. In einer Auflage von 2.500 Exemplaren erschien ab 1923 die Zeitschrift La Medicina Germano-Hispano-Americana. Ferner wurden Lagerbestände von Büchern ins Ausland verkauft – zum Schaden und Ärger der heimischen Buchhändler, deren Umsätze dadurch geschmälert wurden.
Nach 1924 stiegen auch wieder die Erlöse aus der heimischen Produktion. Der Thieme Verlag nutzte diese Erträge, um den Verlag Gräfe & Sillem in Hamburg aufzukaufen, der sich auf radiologische Literatur spezialisiert hatte. Zu dessen Programm gehörte die 1897 gegründete Zeitschrift Fortschritte auf dem Gebiet der Röntgenstrahlen (RöFo), die noch heute im Thieme Verlag erscheint.
Am 26. Dezember 1925 starb Georg Thieme.
Unter Bruno Hauff wurde in den folgenden Jahren das radiologische Programm stark ausgebaut. 1926 erschien in erster Auflage das von Hans Rudolf Schinz herausgegebene Lehrbuch der Röntgendiagnostik. Auf Empfehlung von Willy Albrecht Eduard Baensch hatte Hauff aktiv die Schweizer Radiologen Schinz und Friedl angesprochen. Dieses verlegerische Vorgehen, nicht auf Manuskripte zu warten, sondern aktiv auf mögliche Autoren zuzugehen, wurde zum Arbeitsprinzip. Einige Autoren wurden im Laufe der Jahre zu persönlichen Freunden und Mentoren des Verlegers, seiner Familie und seiner Nachfolger; neben Baensch beispielsweise der Gynäkologe Heinrich Martius. Die Freundschaft zu Baensch sollte sich später, 1945, als lebensrettend erweisen.
Hauff baute zunächst den Sektor Radiologie und ab 1930 das Verlagsprogramm zu Tuberkulose aus. Unter den mehr als 30 Nobelpreisträgern, die im Laufe der Verlagsgeschichte bei Thieme publizieren, befindet sich beispielsweise Gerhard Domagk. Weitere Expansion erfolgte in die Fachgebiete Psychiatrie, Neurologie, Gynäkologie und Anästhesie. Mitten in der Wirtschaftskrise Ende der 1920er Jahre expandierte der Thieme Verlag kräftig. Die Qualität der Texte war unmittelbar von der Leistung des Autors abhängig. Ein Lektorat war damals noch nicht üblich.

### Die Zeit des Nationalsozialismus
Bruno Hauff war seit 1918 mit Maria Hauff, geborene Neukamp, verheiratet, die aus einer jüdischen Familie stammte. 1934 wurde ihm wegen dieser Verbindung der Ausschluss aus der Reichsschrifttumskammer angedroht. Das hätte das Ende des Verlags bedeutet. Frau Hauff ließ sich daraufhin pro Forma von ihrem Mann scheiden.
1944 wurde das Verlagshaus in Leipzig von Bomben getroffen, sodass kein geregelter Verlagsbetrieb mehr möglich war. Im Februar 1945 erhielt Maria Hauff den Befehl, dass sie sich zur Deportation ins Konzentrationslager Theresienstadt einzufinden habe. Eine Intervention von Willy Baensch, für die dieser ein hohes persönliches Risiko einging, rettete sie. Im August 1945 zogen Bruno Hauff mit Frau und Sohn Günther und der Verlag auf Betreiben der britischen Militärregierung nach Wiesbaden um. Die britische Militärregierung stufte Hauff als unbelastet ein und erteilte ihm am 22. April 1946 die Lizenz, „Bücher, Broschüren und Zeitschriften zu veröffentlichen“.
Trotz der persönlichen Distanz des Verlegers zum Nationalsozialismus fand ab 1933 die nationalsozialistische Ideologie Eingang in das Verlagsprogramm. Ende der 1920er Jahre hatten sich die Herausgeber der Thieme-Zeitschrift Fortschritte der Neurologie • Psychiatrie noch gegen die aufkommende Rassentheorie verwahrt und beispielsweise über den Rassentheoretiker Otmar Freiherr von Verschuer geurteilt, er genüge „zwar methodisch den höchsten Ansprüchen, sein Versuch beziehe sich jedoch aufs untaugliche Subjekt“. Später wurde Verschuer dennoch Thieme-Autor. Noch 1932, einem Jahr, in dem die Rassendebatte einen ersten Höhepunkt erreichte, finden sich unter den Stichworten Eugenik und Vererbung kaum Arbeiten und unter dem Stichwort Rasse nichts in der Deutschen Medizinischen Wochenschrift (DMW). Bis 1935 finden sich in der DMW noch Beiträge jüdischer Autoren. Gleichzeitig lässt sich in den Hochschulnachrichten detailliert das Ausscheiden jüdischer Wissenschaftler an den Hochschulen infolge des Gesetzes zur Wiederherstellung des Berufsbeamtentums verfolgen. 1933 jedoch, zeitgleich mit dem Gesetz zur Verhütung erbkranken Nachwuchses, erschien ein DMW-Heft mit dem Schwerpunkt Rassenhygiene. „Insgesamt finden sich im zweiten Halbjahr 1933 20 Veröffentlichungen zum Thema ‚Erbbiologie und Eugenik‘.“ In den Jahren 1936 bis 1938 ist die Größenordnung ähnlich „Die meisten Beiträge befleißigen sich eines wissenschaftlichen Duktus, sind frei von rassenanthropologischen oder gar von antisemitischen Ausfällen, die allerdings vereinzelt immer wieder vorkommen, zielen aber alles in allem auf eine wissenschaftliche und technische Unterstützung der nationalsozialistischen Erbgesundheitspolitik.“ 1939 wurde Kurt Klare Schriftleiter der DMW. Klare war Tuberkulosearzt und einer der Mitbegründer des Nationalsozialistischen Deutschen Ärztebundes. Rassentheoretische Artikel erschienen ab 1939 seltener; stattdessen finden militärmedizinische Themen verstärkt Aufnahme. Zusammenfassend urteilt der Medizinhistoriker Hans-Peter Kröner, dass die DMW „gewiss kein Kampfblatt der nationalsozialistischen Medizin“ gewesen sei, jedoch „in ihrer Widersprüchlichkeit ein getreues Abbild der nationalsozialistischen Vereinnahmung der Medizin“ biete, „die ohne großen Widerstand von Seiten der Betroffenen abgelaufen war, ja eher auf das Entgegenkommen der Mehrheit der deutschen Ärzte rechnen konnte.“

### Nach dem Zweiten Weltkrieg
Nach dem Umzug hatte der Verlag seinen Sitz zunächst im Hotel Pariser Hof in Wiesbaden. Im Herbst 1946 zog das Unternehmen auf Einladung des Stuttgarter Oberbürgermeisters Arnulf Klett nach Stuttgart um. Der Betrieb in Leipzig wurde 1951 unter Treuhandverwaltung gestellt und 1953 als VEB Georg Thieme verstaatlicht.
1953 wurde Günther Hauff persönlich haftender Gesellschafter des Verlages. In den folgenden drei Jahrzehnten wuchs das Unternehmen stetig. Unter anderem entwickelte Thieme, bei Wahrung der inhaltlichen Seriosität, preisgünstige Taschenbücher für die studentische Ausbildung. 1964 erschien die Allgemeine Botanik von Wilhelm Nultsch, das erste Flexible Taschenbuch bei Thieme.
1971 wurde der 130 Jahre alte Ferdinand Enke Verlag erworben sowie die Buchhandlung für Medizin gegründet. 1980 folgte der Erwerb des Hippokrates-Verlages. Im gleichen Jahr wurde die Anzeigenagentur Pharmedia, heute Thieme.media, gegründet. 1979 wurde die Thieme Stratton Group in New York gegründet, Vorgängerin der heutigen Tochterfirma Thieme Medical Publishers.
1981 bezog die Verlagsgruppe den vom Architekturbüro von Berg gestalteten Neubau in der Rüdigerstraße in Stuttgart-Feuerbach.
Im Zuge der deutschen Wiedervereinigung 1990 wurde der Leipziger Verlag für den symbolischen Preis von 1 DM von der Treuhandanstalt an Thieme Stuttgart zurück übertragen. Das ehemalige Leipziger Stammhaus wurde dann 1992 geschlossen.
In den 1980er- und 1990er-Jahren folgte der Erwerb verschiedener weiterer Unternehmen und Verlagsprogramme, insbesondere des auf Tiermedizin und insbesondere Tierphysiotherapie spezialisierten Sonntag-Verlages, des Parey-Verlages (der sich auch auf Veterinärmedizin, aber dazu auch Forstwirtschaft und Gartenbau spezialisiert hatte), des Karl Demeter Verlags (Gräfelfing) und des für homöopathische Literatur bekannten Karl F. Haug Verlags. Für den Patienten- und Laienmarkt wurde der TRIAS-Verlag gegründet. All diese Unternehmen und Programme wurden 2002 innerhalb der neu gegründeten Unternehmenstochter Medizinverlage Stuttgart vereinigt.
Die medizinische Fachbuchhandlung Frohberg OHG in Berlin wurde 1992 mit der verlagseigenen Buchhandlung für Medizin zu einem gemeinsamen Unternehmen verschmolzen.
2001 wurde die auf Disease-Management spezialisierte AnyCare GmbH gegründet. 2005 erfolgte der Erwerb des Centrum für Reisemedizin (CRM) in Düsseldorf und 2006 die Übernahme der Patientenaufklärungssysteme DIOmed und proCompliance. 2006 gründete das Unternehmen eine Firma in Indien, Thieme Publishers in Delhi.
Die Mitarbeiterzahl der Unternehmensgruppe wuchs zwischen 1990 und 2008 von rund 350 auf über 900. Im Jahr 2004 erfolgte deshalb der Bezug eines zusätzlichen Verlagsgebäudes, unweit des bestehenden, in Stuttgart-Feuerbach. 2016 wurde die brasilianische Tochtergesellschaft Thieme Publicações LTDA in Rio de Janeiro gegründet. Zum 1. Januar 2017 übernahm die Thieme Verlagsgruppe den ebenfalls in Stuttgart ansässigen Schattauer Verlag.
2018 gründete Thieme eine Niederlassung mit Publikationsservice in Peking. 2019 beteiligte sich Thieme an der digitalen Gesundheitsplattform m.Doc sowie an der digitalen Entlassplattform Recare. Außerdem gründete die Gruppe gemeinsam mit area9 das Joint Venture Thieme|area9, das sich der Entwicklung adaptiver E-Learning-Angebote für Fachärzte, Ärzte in Weiterbildung, Medizinstudierende und Fachberufe im Gesundheitswesen widmet. 2020 erweiterte Thieme seine Aktivitäten im Bereich Patientenaufklärung um die Angebote von eBavarian Health.
Die Gruppe ist Mitglied im Börsenverein des Deutschen Buchhandels.